# بخش شاه‌جهان‌پور

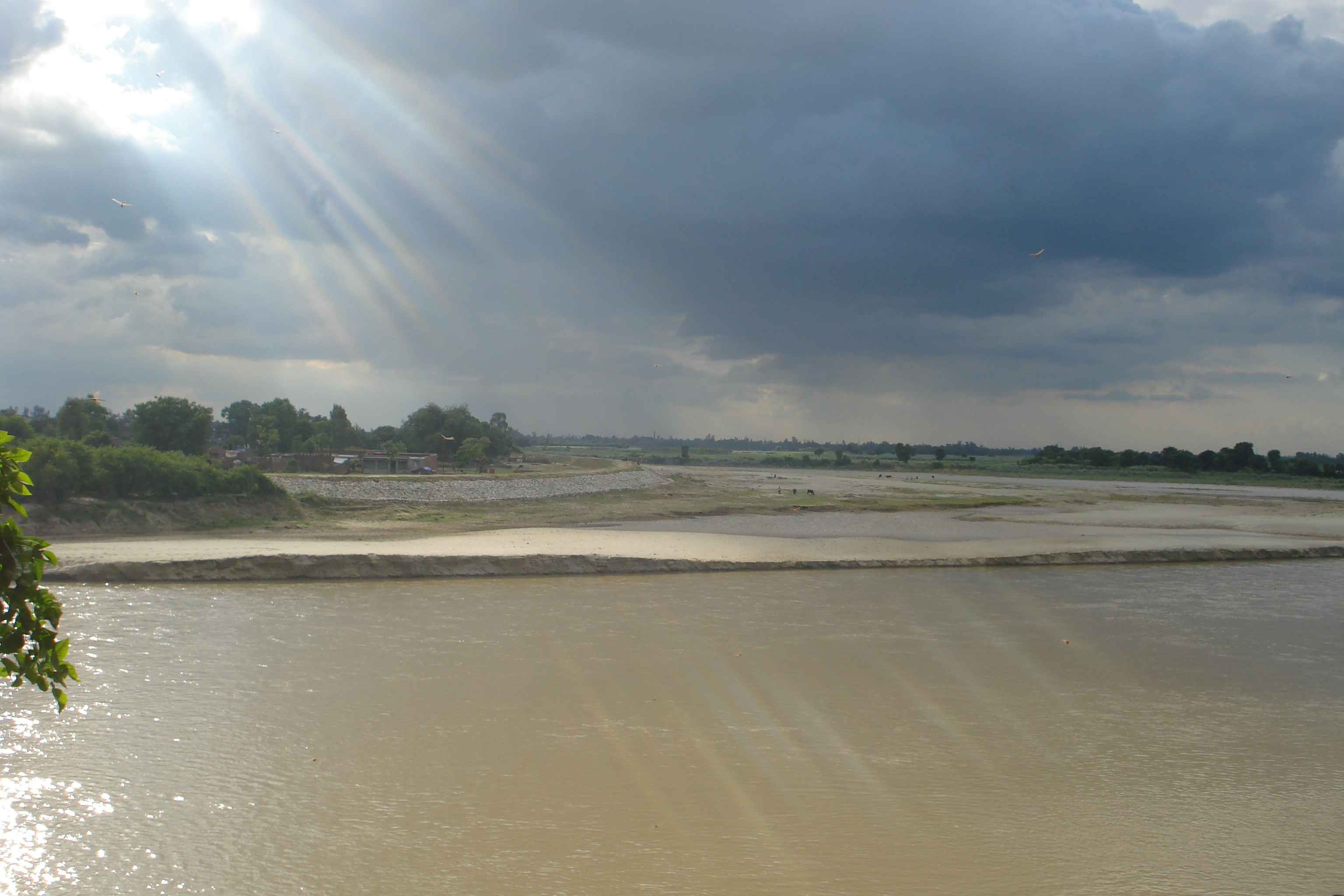
نمایی از رودخانه گَراه که از بخش شاه‌جهانپور می‌گذرد. - ۲۰۱۲

بخش شاه‌جهان‌پور (انگلیسی: Shahjahanpur district) از بخش‌های ایالت اوتار پرادش هند است.